# Wacław Lipiński
Wacław Lipiński, né le 28 septembre 1896 à Łódź et mort le 4 avril 1949 à Wronki, est un lieutenant-colonel de l’armée polonaise. 

## Biographie
Il sert successivement pendant la Première Guerre mondiale, la Guerre polono-ukrainienne, la guerre soviéto-polonaise et la Seconde Guerre mondiale. 

## Publications
- Bajończycy i armja polska we Francji (1929)
- Polityka zagraniczna Piłsudskiego i Becka (1943)
- Walka zbrojna o niepodległość Polski w latach 1905-1918
- Wśród lwowskich orląt
- Dziennik : wrześniowa obrona Warszawy 1939 r.
- Wielki Marszalek

## Décorations et distinctions
- Croix d’argent dans l’Ordre militaire de Virtuti Militari
- Croix de l’Indépendance
- Croix de Commandeur avec étoile dans l’Ordre Polonia Restituta (à titre posthume en 2010)
- Croix de la Valeur polonaise (2 fois entre 1918 et 1921, 3 fois entre 1939 et 1943)
- Croix du Mérite (2 fois)